# 巴御前
巴御前（ともえごぜん、生没年不詳）は、平安時代末期の信濃国の女性。女武者として伝えられている。字は鞆、鞆絵とも。『平家物語』によれば源義仲に仕える女武者。『源平闘諍録』によれば樋口兼光の娘。『源平盛衰記』によれば中原兼遠の娘、樋口兼光・今井兼平の姉妹で、源義仲の妾。

## 人物像
軍記物語『平家物語』の『覚一本』で「木曾最期」の章段だけに登場し、木曾四天王とともに源義仲の平氏討伐に従軍し、源平合戦（治承・寿永の乱）で戦う大力と強弓の女武者として描かれている。「木曾殿は信濃より、巴・山吹とて、二人の便女を具せられたり。山吹はいたはりあって、都にとどまりぬ。中にも巴は色白く髪長く､容顔まことに優れたり。強弓精兵、一人当千の兵者（つわもの）なり」と記され、宇治川の戦いで敗れ落ち延びる義仲に従い、最後の7騎、義仲・今井兼平・巴御前・手塚光盛・手塚別当の5騎になっても討たれなかったという。義仲は「お前は女であるからどこへでも逃れて行け。自分は討ち死にする覚悟だから、最後に女を連れていたなどと言われるのはよろしくない」と巴を落ち延びさせようとする。巴はなおも落ちようとしなかったが、再三言われたので「最後のいくさしてみせ奉らん（最後の奉公でございます）」と言い、大力と評判の敵将・御田（恩田）八郎師重が現れると、馬を押し並べて引き落とし、首を切った。その後巴は鎧・甲を脱ぎ捨てて東国の方へ落ち延びた所で物語から姿を消す。
八坂流の『百二十句本』では、巴を追ってきた敵将を返り討ちにした後、義仲に落ちるように言われ、後世を弔うことが最後の奉公であると諭されて東へ向かい行方知れずとなったとされ、『長門本』では、落ち延びた後、越後国友杉に住んで尼となったとされる。
最も古態を示すと言われる『延慶本』では、幼少より義仲と共に育ち、力技・組打ちの武芸の稽古相手として義仲に大力を見いだされ、長じて戦にも召し使われたとされる。京を落ちる義仲勢が7騎になった時に、巴は左右から襲いかかってきた武者を左右の脇に挟みこんで絞め、2人の武者は頭がもげて死んだという。粟津の戦いにて粟津に着いたときには義仲勢は5騎になっていたが、既にその中に巴の姿はなく、討ち死にしたのか落ちのびたのか、その消息はわからなくなったとされている。
『源平盛衰記』では、倶利伽羅峠の戦いにも大将の一人として登場しており、横田河原の戦いでも七騎を討ち取って高名を上げたとされている（『長門本』にも同様の記述がある）。宇治川の戦いでは畠山重忠との戦いも描かれ、重忠に巴が何者か問われた半沢六郎は「木曾殿の御乳母に、中三権頭が娘巴といふ女なり。強弓の手練れ、荒馬乗りの上手。乳母子ながら妾（おもひもの）にして、内には童を仕ふ様にもてなし、軍には一方の大将軍して、更に不覚の名を取らず。今井・樋口と兄弟にて、怖ろしき者にて候」と答えている。敵将との組合いや義仲との別れがより詳しく描写され、「木曾殿には、葵、巴とて二人の女将軍あり、葵は去年の春礪並山の合戦に討れぬ」と述べた内田三郎家吉を討ち取った後、義仲に「我去年の春信濃国を出しとき妻子を捨て置き、また再び見ずして、永き別れの道に入ん事こそ悲しけれ。されば無らん跡までも、このことを知らせて後の世を弔はばやと思へば、最後の伴よりもしかるべきと存ずるなり。疾く疾く忍び落ちて信濃へ下り、この有様を人々に語れ」と、自らの最後の有様を人々に語り伝えることでその後世を弔うよう言われ戦場を去っている。落ち延びた後に源頼朝から鎌倉へ召され、和田義盛の妻となって朝比奈義秀を生んだ。和田合戦の後に、越中国礪波郡福光の石黒氏の元に身を寄せ、出家して主・親・子の菩提を弔う日々を送り、91歳で生涯を終えたという後日談が語られる。
なお、『覚一本』では年齢は記されていないが、『百二十句本』では22,3歳、『延慶本』では30歳ばかり、『長門本』では32歳、『源平盛衰記』では28歳としている。

## 史実において
巴御前が登場するのは軍記物語の『平家物語』および『源平盛衰記』のみであり、当時の一次史料や鎌倉幕府編纂書の『吾妻鏡』には、その存在は確認されない。女武将であるという物語の記述は史実としては疑問があり、文学的脚色である可能性も高い。『平家物語』における巴御前の記述は至って簡略で義仲との関係も書かれていないが、より後の時代に書かれた『源平盛衰記』において大きく人物像が書き加えられている。
だが『吾妻鏡』に越後の城氏の一族である坂額御前の健闘により討伐軍に大被害が生じたとの記事があり、当時の甲信越地方の武士の家庭では女性も第一線級として通用する戦闘訓練を受けている例は存在する。鎌倉時代にあっては、女性も男性と平等に財産分与がなされていたことからも、合戦に参加することは女性であれ認められていた。
また神話においては神功皇后、崇神天皇の御代に反乱を起こした武埴安彦命とその妻・吾田媛、日本武尊の東征に同行した弟橘媛など、女性が合戦に参加することは決して珍しいことではない。巴御前の場合も『源平盛衰記』では「額ニ天冠ヲ当テ」と描写されるなど、多分に宗教性を帯びた存在であるとの指摘もある。また『源平盛衰記』では巴は義仲の乳母子であるとされており、この場合は柳田國男が述べた「妹の力」との関係も注目される。

## 異説
作家の海音寺潮五郎は金刺氏の持ち城に山吹城という城があることから、巴と山吹は義仲の支持勢力である中原氏と金刺氏が一族の中でも優秀な娘を副官・秘書官として派遣したと推測している。
明治時代の自由民権運動家の武居用拙は『岐蘇古今沿革志』で以下のように記載している。幼少期から皇別中原兼遠の英才教育を受けてきた木曾義仲・巴御前・今井兼平・樋口兼光。義仲挙兵後、戦える女性は巴だけであった。義仲の側近として共に生き共に戦う事は本望であるとした。軍記物語である『源平盛衰記』では巴は兼遠の娘で義仲の妾となっているが現実的に見れば皇別の兼遠が娘を格下である妾（遊女・便女）にするわけがなく、義仲の側近（側室）は巴である。また巴は義仲の挙兵以前から義仲の子、義高を授かっていることから、初めは正室であったが義仲挙兵に伴い戦える女性は巴だけであった。已む無く側近・側室となり義仲に寄り添い共に戦ったのである。巴御前が出てくるのは軍記物語である『平家物語』『源平盛衰記』のみであり、当時の一次史料や鎌倉幕府編纂書の『吾妻鏡』には、その存在は確認されない。『源平盛衰記』は文学的脚色である可能性が高い。敗者であるが故に便女と妻を取り違えて解釈し紛れもない冒涜・虐めであり、正確には（地方豪族・敗者の娘）を妾とし、（同盟国の娘・皇別の娘）を妻・正室としていると主張している。

## 墓所

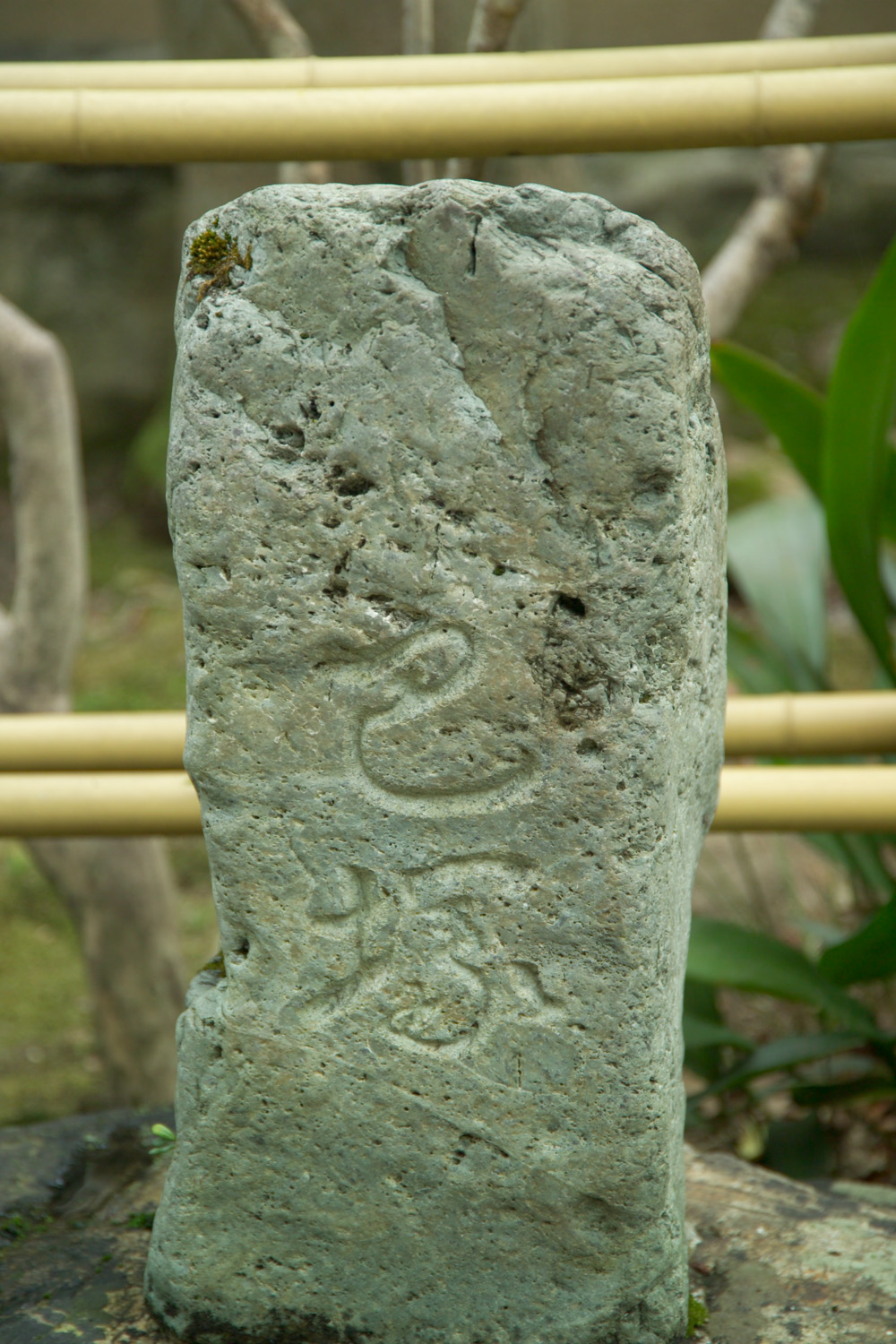
巴御前の墓と伝わる。義仲寺にて。

各地に巴御前の墓とされるものが現存する。以下に主な場所を挙げる。
- 義仲寺（滋賀県大津市） - 寺伝によると、近江粟津の里で敗死した義仲の菩提を弔い、巴御前が傍らに庵を結んだのに始まるという[5]。別名・巴寺。境内に巴御前の墓と伝わる巴塚がある。
- 徳音寺（長野県木曽郡木曽町） - 木曾一族の菩提寺。境内には義仲、義仲の母・小枝御前、巴御前、樋口兼光、今井兼平の墓がある。
- 巴塚公園（富山県南砺市） - 南砺市福光は『源平盛衰記』などで巴御前の終焉の地とされており、公園内には遺体を葬ったと伝えられる塚がある。傍らに植えられた松（高さ12メートル、幹回り3メートル）は市の天然記念物。巴の命日と伝わる10月22日に合わせて「巴忌」も営まれている[6]。
- 倶利伽羅県定公園（富山県小矢部市） - 倶利伽羅峠の戦いの古戦場。公園内に巴塚と葵塚がある。巴御前とともに義仲に仕え、倶利伽羅峠の戦いで死んだ葵御前をこの地に葬ったとされ、巴は臨終の際、「私が死んだら砺波山にある葵塚と並べて墓をつくってください」と頼んで息を引き取ったという伝承がある[7]。一帯は「葵塚・巴塚古墳群」として埋蔵文化財にも指定されている。
- 出丸稲荷神社（新潟県上越市） - 義仲が近江で討ち死にすると、巴は尼となって高田に移り住み、出丸に庵を開いて義仲の霊を慰めながら生涯を終えたという伝承がある[8]。境内にある宝篋印塔が巴御前の墓と伝えられる。
- 善栄寺（神奈川県小田原市） - 巴御前が木曾義仲と和田義盛の菩提を弔うために創建したと伝えられる。境内に木曾義仲と巴御前の五輪塔がある。

この他、神奈川県横須賀市にも巴御前の墓と伝わる五輪塔（同市岩戸）と塚（同市森崎）がある。

## 画像

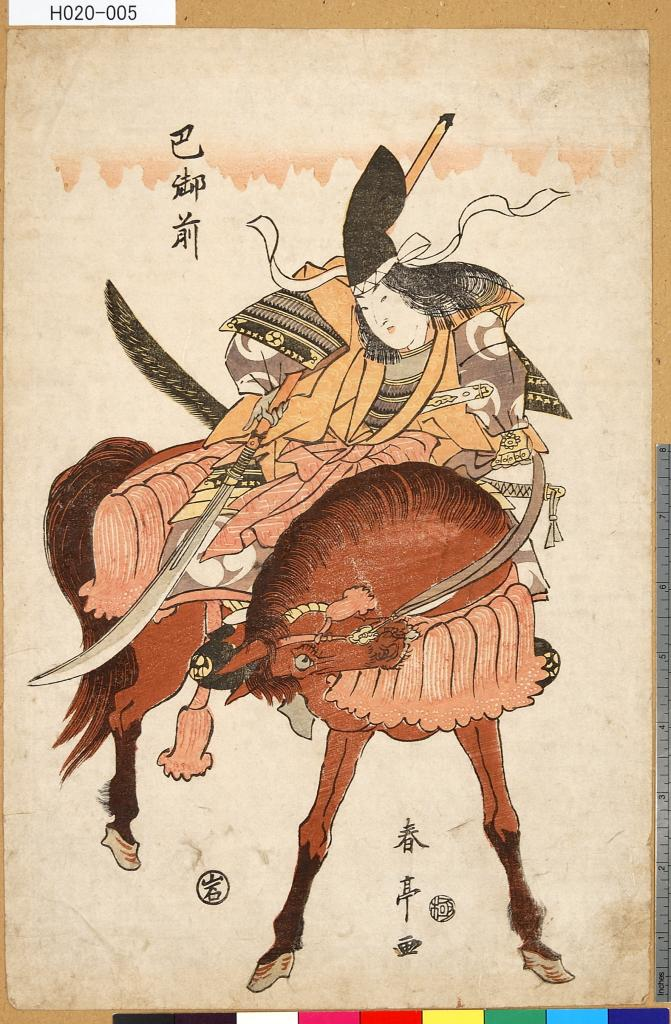
巴御前（勝川春亭）
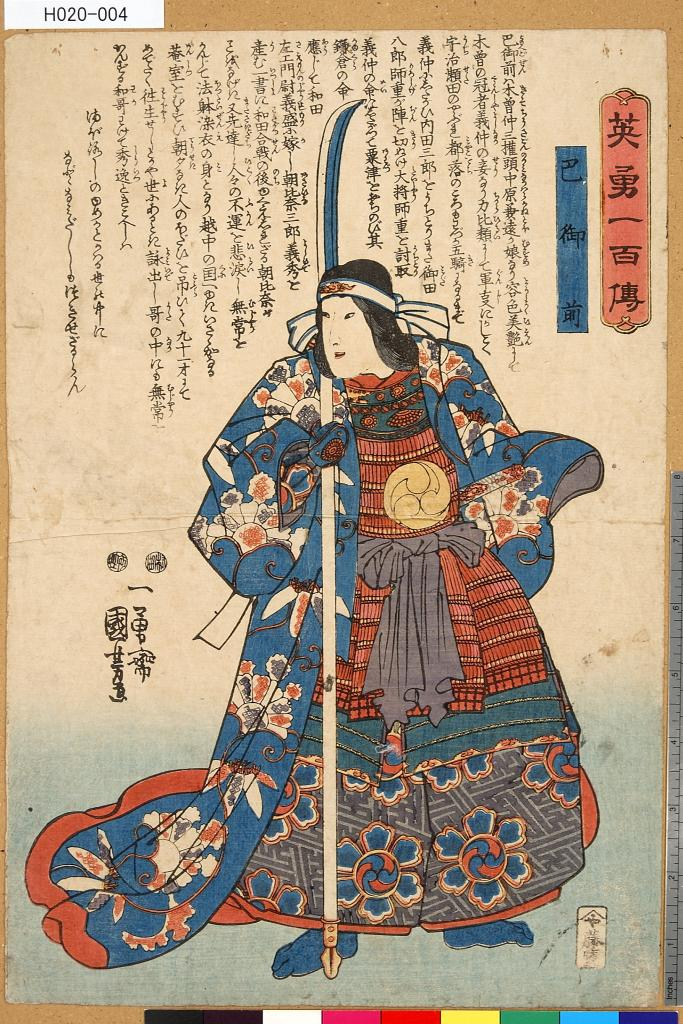
英勇一百伝 巴御前　（歌川国芳）
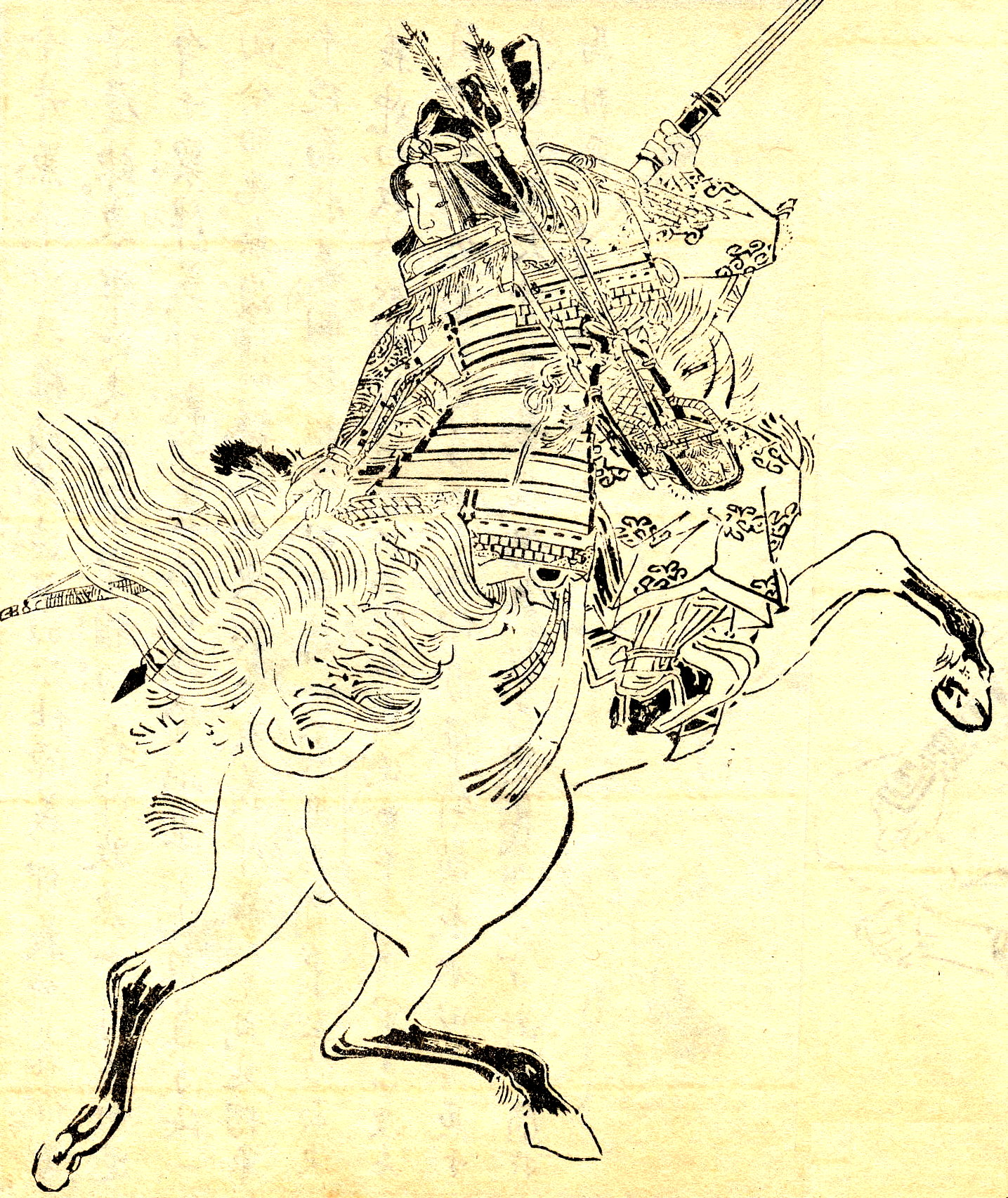
菊池容斎による絵
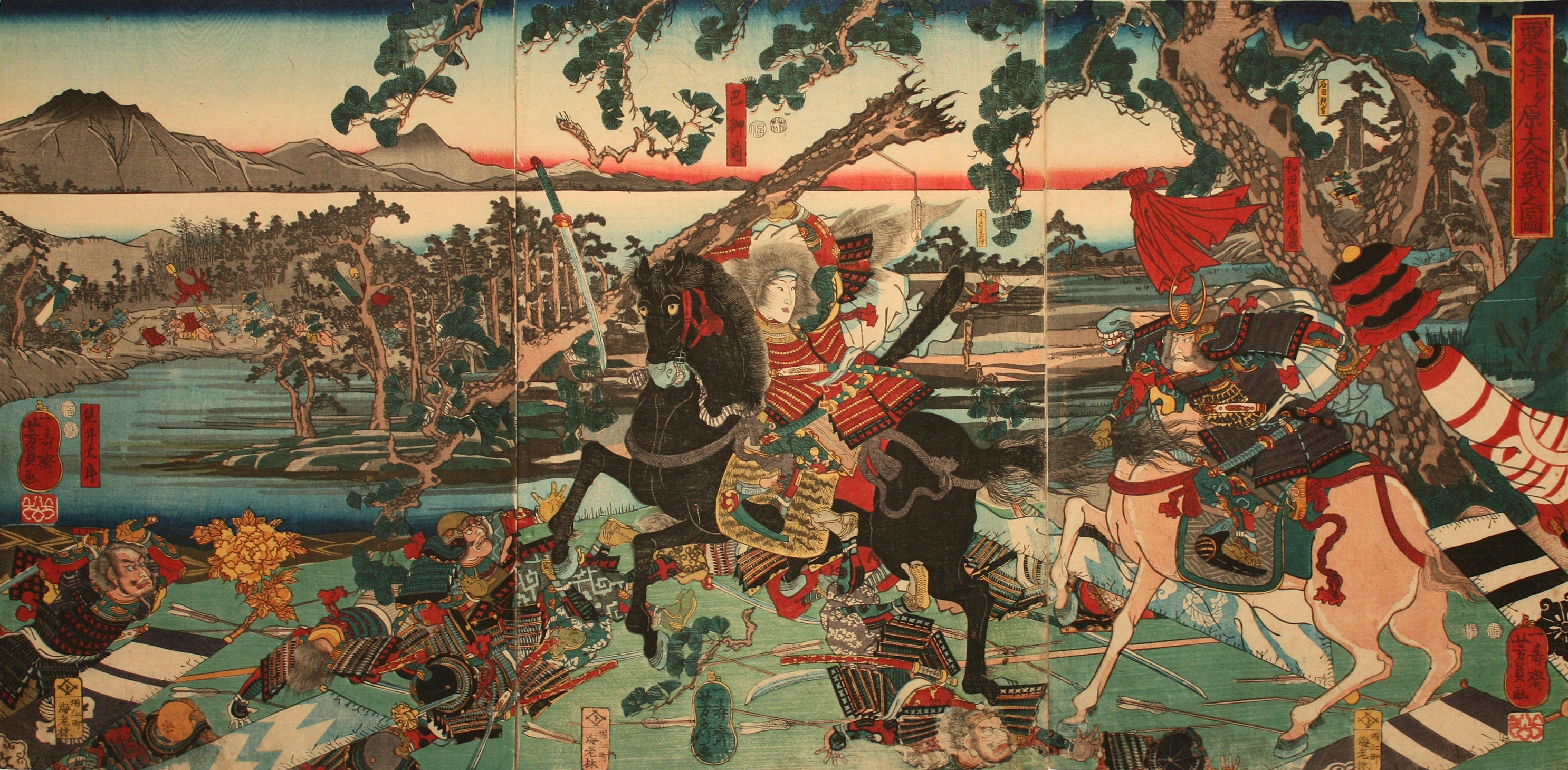
粟津の戦いの巴御前（歌川芳員画）
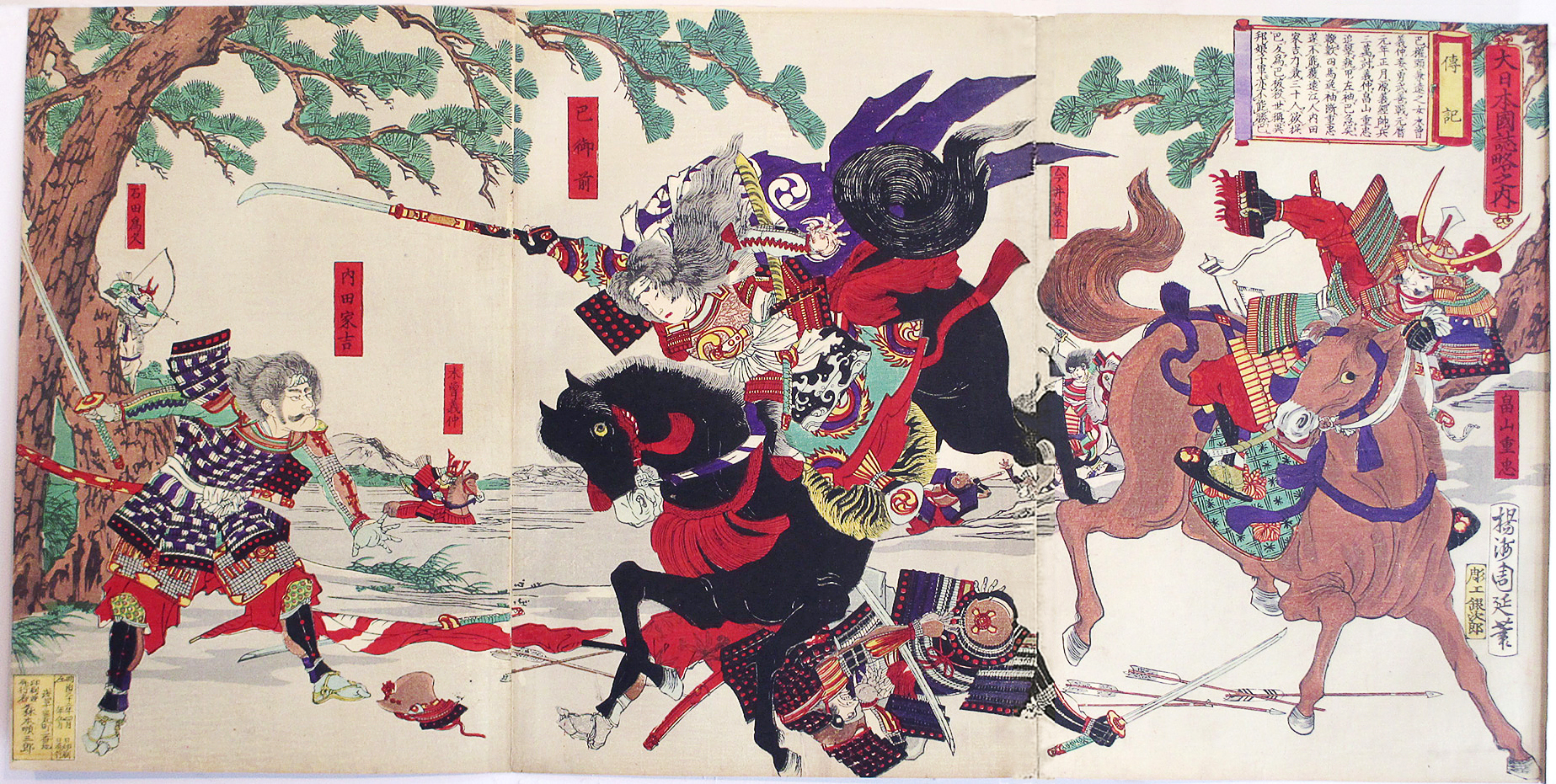
楊洲周延による、巴御前の木版画。1899年作。
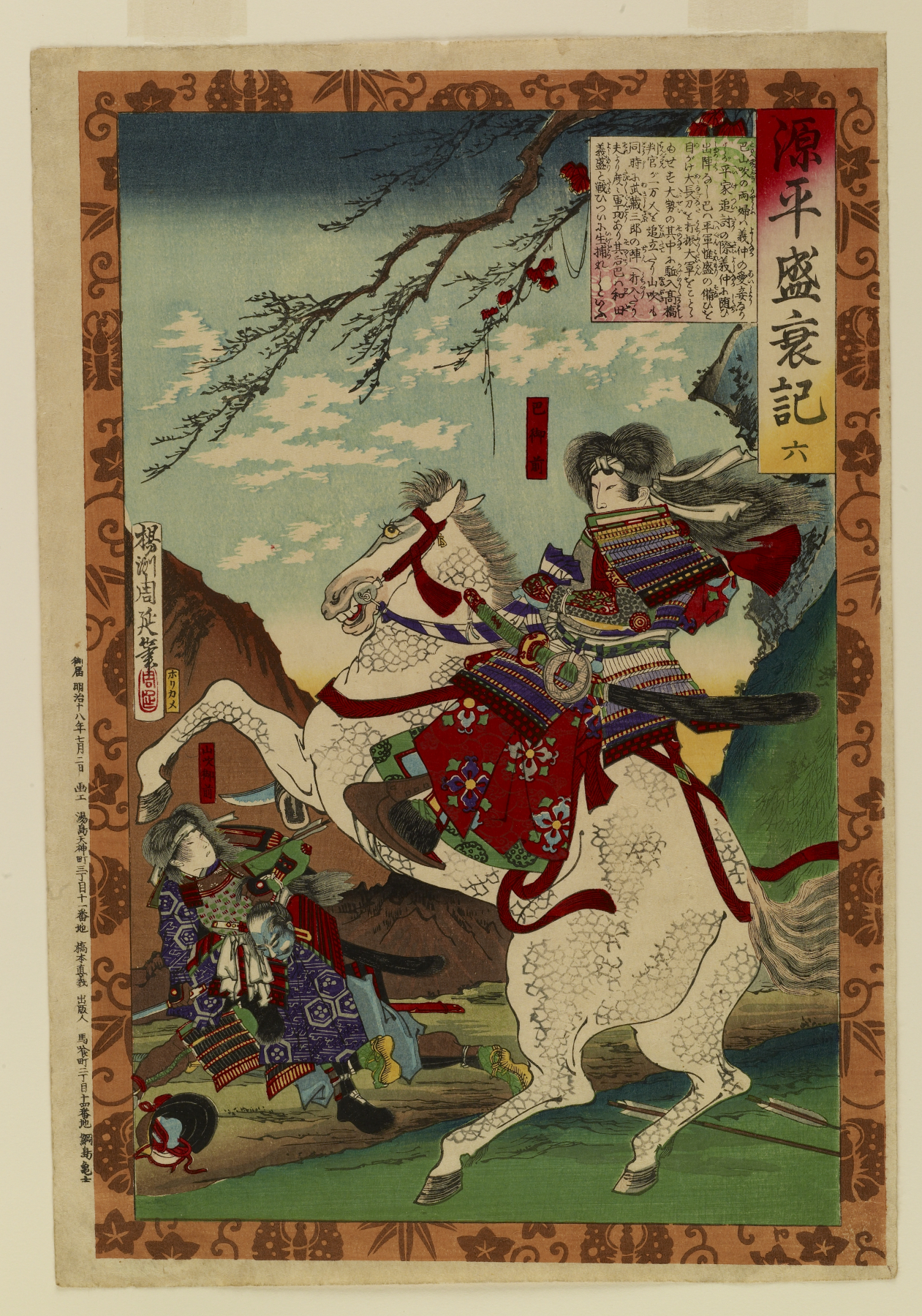
楊洲周延による巴御前と山吹御前
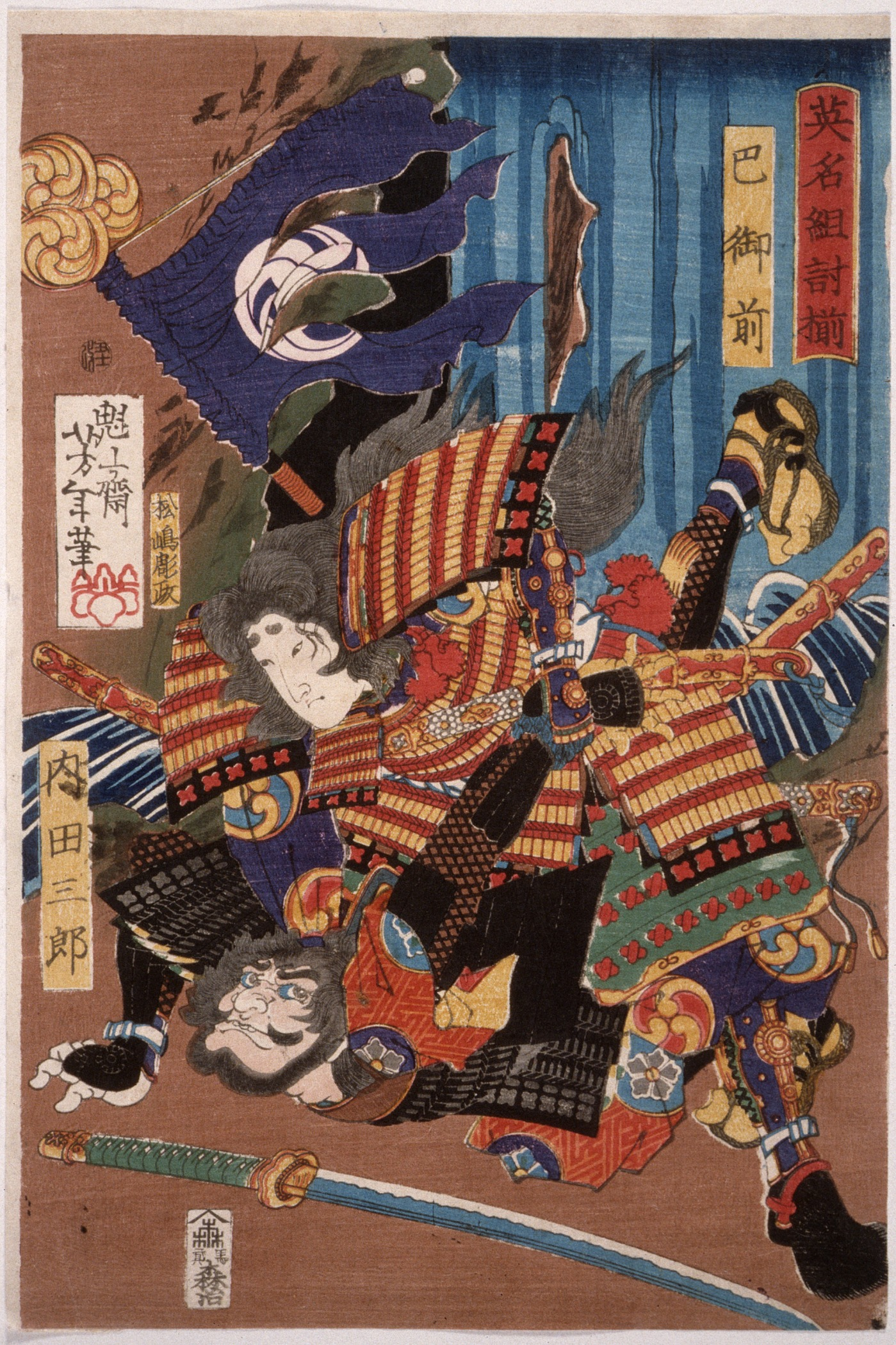
『巴 (能)』の一場面、内田三郎の首をねじ切る巴御前（月岡芳年画）
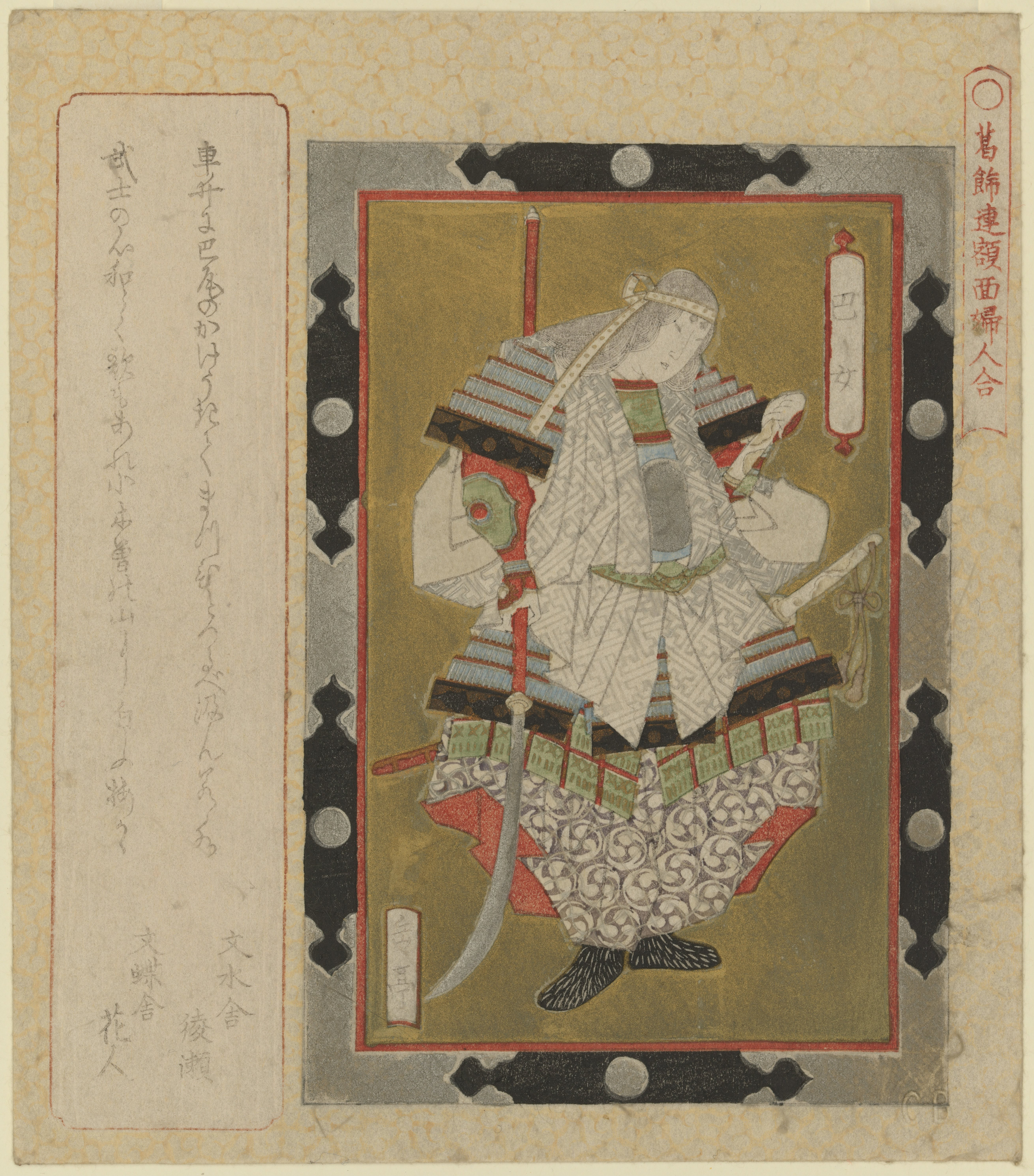
岳亭春信画、1822年ごろ